# Zápolyowie

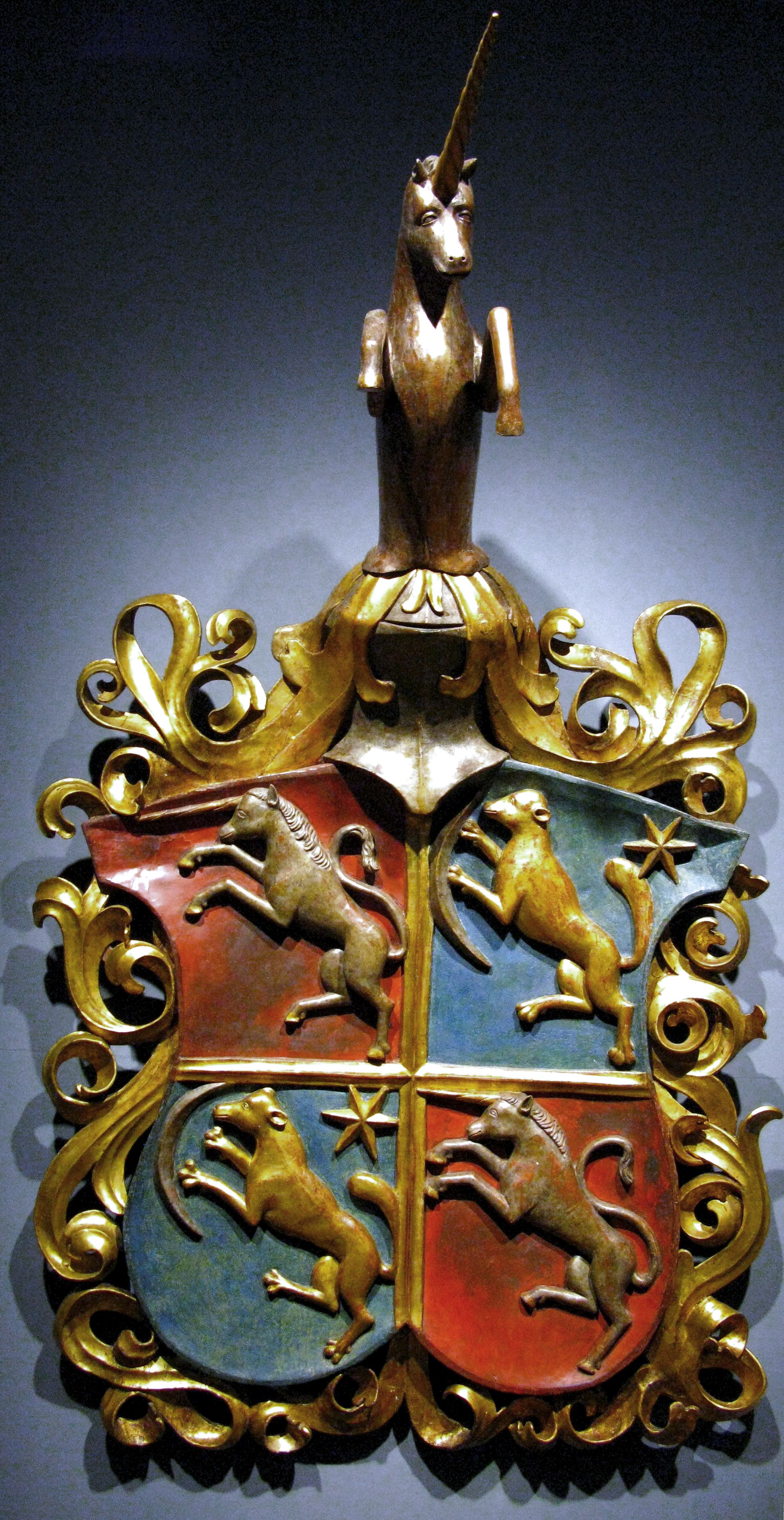
Kartusz herbowy rodu Zápolya z 1499 roku

Zápolyowie – wpływowa węgierska rodzina szlachecka z XV i XVI wieku z siedzibą na Zamku Spiskim. Za jej protoplastę uchodzi Władysław Zápolya, pan Solymos. Rodzina wygasła w 1571 na Janie Zygmuncie, księciu siedmiogrodzkim.

## Ważniejsi przedstawiciele
- Jan Zápolya (zm. 1540) – syn Stefana, król węgierski w latach 1526–1540 w opozycji do Ferdynanda I Habsburga
- Jan II Zygmunt Zápolya (zm. 1571) – syn Jana i Izabeli, córki Zygmunta Starego, książę siedmiogrodzki
- Barbara Zápolya (zm. 1515) – siostra Jana, królowa Polski jako pierwsza żona Zygmunta Starego

## Hrabiowie Spiszu
- 1464-1487 Emeryk Zápolya (syn Władysława Deak z Deakfalu, pana na Solymos)
- 1464-1499 Stefan Zápolya (brat)
- 1499-1540 Jan Zápolya (syn)
- 1499-1526 Jerzy Zápolya (brat)

## Panowie na Trenczynie
- do 1499 Stefan Zápolya (syn Władysława Deak z Deakfalu, pana na Solymos)
- 1499-1540 Jan Zápolya (syn)

## Królowie Węgier
- 1526-1540 Jan Zápolya (syn Stefana)
- 1540-1570 Jan II Zygmunt Zápolya (syn; antykról)

## Książęta Siedmiogrodu
- 1540-1570 Jan II Zygmunt Zápolya (syn Jana I; antykról)

## Drzewo genealogiczne
|                                      |                                      |                                      |                                      |                                      |                                      |  |  |                                                                                          |                                                                                          |                                                                                          |                                                                                          | Władysław Zápolya zm. przed 1463 pan Solymos                                             |                                                                                          |  |  | | | | | | |  |  |                                                                    |                                                                    |                                                                    |                                                                    |                                                                    |                                                                    |  |  |  |  |  |  |  |  |  |  |  |  |  |  |  |  |  |  |  |  |  |  |  |  |  |  |
|                                      |                                      |                                      |                                      |                                      |                                      |  |  |                                                                                          |                                                                                          |                                                                                          |                                                                                          |                                                                                          |                                                                                          |  |  | | | | | | |  |  |                                                                    |                                                                    |                                                                    |                                                                    |                                                                    |                                                                    |  |  |  |  |  |  |  |  |  |  |  |  |  |  |  |  |  |  |  |  |  |  |  |  |  |  |
|                                      |                                      |                                      |                                      |                                      |                                      |  |  |                                                                                          |                                                                                          |                                                                                          |                                                                                          |                                                                                          |                                                                                          |  |  | | | | | | |  |  |                                                                    |                                                                    |                                                                    |                                                                    |                                                                    |                                                                    |  |  |  |  |  |  |  |  |  |  |  |  |  |  |  |  |  |  |  |  |  |  |  |  |  |  |
| Mikołaj biskup Siedmiogrodu zm. 1468 | Mikołaj biskup Siedmiogrodu zm. 1468 | Mikołaj biskup Siedmiogrodu zm. 1468 | Mikołaj biskup Siedmiogrodu zm. 1468 | Mikołaj biskup Siedmiogrodu zm. 1468 | Mikołaj biskup Siedmiogrodu zm. 1468 |  |  | Emeryk ban Chorwacji i Dalmacji, gubernator Bośni, żupan spiski, palatyn Węgier zm. 1487 | Emeryk ban Chorwacji i Dalmacji, gubernator Bośni, żupan spiski, palatyn Węgier zm. 1487 | Emeryk ban Chorwacji i Dalmacji, gubernator Bośni, żupan spiski, palatyn Węgier zm. 1487 | Emeryk ban Chorwacji i Dalmacji, gubernator Bośni, żupan spiski, palatyn Węgier zm. 1487 | Emeryk ban Chorwacji i Dalmacji, gubernator Bośni, żupan spiski, palatyn Węgier zm. 1487 | Emeryk ban Chorwacji i Dalmacji, gubernator Bośni, żupan spiski, palatyn Węgier zm. 1487 |  |  | Stefan starosta generalny Śląska i Łużyc, żupan spiski i trenczyński, starosta Austrii, palatyn Węgier zm. 1499 x Jadwiga cieszyńska | Stefan starosta generalny Śląska i Łużyc, żupan spiski i trenczyński, starosta Austrii, palatyn Węgier zm. 1499 x Jadwiga cieszyńska | Stefan starosta generalny Śląska i Łużyc, żupan spiski i trenczyński, starosta Austrii, palatyn Węgier zm. 1499 x Jadwiga cieszyńska | Stefan starosta generalny Śląska i Łużyc, żupan spiski i trenczyński, starosta Austrii, palatyn Węgier zm. 1499 x Jadwiga cieszyńska | Stefan starosta generalny Śląska i Łużyc, żupan spiski i trenczyński, starosta Austrii, palatyn Węgier zm. 1499 x Jadwiga cieszyńska | Stefan starosta generalny Śląska i Łużyc, żupan spiski i trenczyński, starosta Austrii, palatyn Węgier zm. 1499 x Jadwiga cieszyńska |  |  | Urszula x Emeryk Derencsényi, ban Chorwacji, Dalmacji i Sławonii   | Urszula x Emeryk Derencsényi, ban Chorwacji, Dalmacji i Sławonii   | Urszula x Emeryk Derencsényi, ban Chorwacji, Dalmacji i Sławonii   | Urszula x Emeryk Derencsényi, ban Chorwacji, Dalmacji i Sławonii   | Urszula x Emeryk Derencsényi, ban Chorwacji, Dalmacji i Sławonii   | Urszula x Emeryk Derencsényi, ban Chorwacji, Dalmacji i Sławonii   |  |  |  |  |  |  |  |  |  |  |  |  |  |  |  |  |  |  |  |  |  |  |  |  |  |  |
| Mikołaj biskup Siedmiogrodu zm. 1468 | Mikołaj biskup Siedmiogrodu zm. 1468 | Mikołaj biskup Siedmiogrodu zm. 1468 | Mikołaj biskup Siedmiogrodu zm. 1468 | Mikołaj biskup Siedmiogrodu zm. 1468 | Mikołaj biskup Siedmiogrodu zm. 1468 |  |  | Emeryk ban Chorwacji i Dalmacji, gubernator Bośni, żupan spiski, palatyn Węgier zm. 1487 | Emeryk ban Chorwacji i Dalmacji, gubernator Bośni, żupan spiski, palatyn Węgier zm. 1487 | Emeryk ban Chorwacji i Dalmacji, gubernator Bośni, żupan spiski, palatyn Węgier zm. 1487 | Emeryk ban Chorwacji i Dalmacji, gubernator Bośni, żupan spiski, palatyn Węgier zm. 1487 | Emeryk ban Chorwacji i Dalmacji, gubernator Bośni, żupan spiski, palatyn Węgier zm. 1487 | Emeryk ban Chorwacji i Dalmacji, gubernator Bośni, żupan spiski, palatyn Węgier zm. 1487 |  |  | Stefan starosta generalny Śląska i Łużyc, żupan spiski i trenczyński, starosta Austrii, palatyn Węgier zm. 1499 x Jadwiga cieszyńska | Stefan starosta generalny Śląska i Łużyc, żupan spiski i trenczyński, starosta Austrii, palatyn Węgier zm. 1499 x Jadwiga cieszyńska | Stefan starosta generalny Śląska i Łużyc, żupan spiski i trenczyński, starosta Austrii, palatyn Węgier zm. 1499 x Jadwiga cieszyńska | Stefan starosta generalny Śląska i Łużyc, żupan spiski i trenczyński, starosta Austrii, palatyn Węgier zm. 1499 x Jadwiga cieszyńska | Stefan starosta generalny Śląska i Łużyc, żupan spiski i trenczyński, starosta Austrii, palatyn Węgier zm. 1499 x Jadwiga cieszyńska | Stefan starosta generalny Śląska i Łużyc, żupan spiski i trenczyński, starosta Austrii, palatyn Węgier zm. 1499 x Jadwiga cieszyńska |  |  | Urszula x Emeryk Derencsényi, ban Chorwacji, Dalmacji i Sławonii   | Urszula x Emeryk Derencsényi, ban Chorwacji, Dalmacji i Sławonii   | Urszula x Emeryk Derencsényi, ban Chorwacji, Dalmacji i Sławonii   | Urszula x Emeryk Derencsényi, ban Chorwacji, Dalmacji i Sławonii   | Urszula x Emeryk Derencsényi, ban Chorwacji, Dalmacji i Sławonii   | Urszula x Emeryk Derencsényi, ban Chorwacji, Dalmacji i Sławonii   |  |  |  |  |  |  |  |  |  |  |  |  |  |  |  |  |  |  |  |  |  |  |  |  |  |  |
|                                      |                                      |                                      |                                      |                                      |                                      |  |  |                                                                                          |                                                                                          |                                                                                          |                                                                                          |                                                                                          |                                                                                          |  |  | | | | | | |  |  |                                                                    |                                                                    |                                                                    |                                                                    |                                                                    |                                                                    |  |  |  |  |  |  |  |  |  |  |  |  |  |  |  |  |  |  |  |  |  |  |  |  |  |  |
|                                      |                                      |                                      |                                      |                                      |                                      |  |  | JAN I kr. Węgier 1526-1540 x Izabela Jagiellonka                                         | JAN I kr. Węgier 1526-1540 x Izabela Jagiellonka                                         | JAN I kr. Węgier 1526-1540 x Izabela Jagiellonka                                         | JAN I kr. Węgier 1526-1540 x Izabela Jagiellonka                                         | JAN I kr. Węgier 1526-1540 x Izabela Jagiellonka                                         | JAN I kr. Węgier 1526-1540 x Izabela Jagiellonka                                         |  |  | Jerzy żupan spiski zm. 1536 | Jerzy żupan spiski zm. 1536 | Jerzy żupan spiski zm. 1536 | Jerzy żupan spiski zm. 1536 | Jerzy żupan spiski zm. 1536 | Jerzy żupan spiski zm. 1536 |  |  | Barbara zm. 1515 x Zygmunt I Stary, kr. Polski i wlk. ks. litewski | Barbara zm. 1515 x Zygmunt I Stary, kr. Polski i wlk. ks. litewski | Barbara zm. 1515 x Zygmunt I Stary, kr. Polski i wlk. ks. litewski | Barbara zm. 1515 x Zygmunt I Stary, kr. Polski i wlk. ks. litewski | Barbara zm. 1515 x Zygmunt I Stary, kr. Polski i wlk. ks. litewski | Barbara zm. 1515 x Zygmunt I Stary, kr. Polski i wlk. ks. litewski |  |  |  |  |  |  |  |  |  |  |  |  |  |  |  |  |  |  |  |  |  |  |  |  |  |  |
|                                      |                                      |                                      |                                      |                                      |                                      |  |  | JAN I kr. Węgier 1526-1540 x Izabela Jagiellonka                                         | JAN I kr. Węgier 1526-1540 x Izabela Jagiellonka                                         | JAN I kr. Węgier 1526-1540 x Izabela Jagiellonka                                         | JAN I kr. Węgier 1526-1540 x Izabela Jagiellonka                                         | JAN I kr. Węgier 1526-1540 x Izabela Jagiellonka                                         | JAN I kr. Węgier 1526-1540 x Izabela Jagiellonka                                         |  |  | Jerzy żupan spiski zm. 1536 | Jerzy żupan spiski zm. 1536 | Jerzy żupan spiski zm. 1536 | Jerzy żupan spiski zm. 1536 | Jerzy żupan spiski zm. 1536 | Jerzy żupan spiski zm. 1536 |  |  | Barbara zm. 1515 x Zygmunt I Stary, kr. Polski i wlk. ks. litewski | Barbara zm. 1515 x Zygmunt I Stary, kr. Polski i wlk. ks. litewski | Barbara zm. 1515 x Zygmunt I Stary, kr. Polski i wlk. ks. litewski | Barbara zm. 1515 x Zygmunt I Stary, kr. Polski i wlk. ks. litewski | Barbara zm. 1515 x Zygmunt I Stary, kr. Polski i wlk. ks. litewski | Barbara zm. 1515 x Zygmunt I Stary, kr. Polski i wlk. ks. litewski |  |  |  |  |  |  |  |  |  |  |  |  |  |  |  |  |  |  |  |  |  |  |  |  |  |  |
|                                      |                                      |                                      |                                      |                                      |                                      |  |  | JAN II ZYGMUNT kr. Węgier 1540-1570, ks. Siedmiogrodu 1570-1571                          |                                                                                          |                                                                                          |                                                                                          |                                                                                          |                                                                                          |  |  | | | | | | |  |  |                                                                    |                                                                    |                                                                    |                                                                    |                                                                    |                                                                    |  |  |  |  |  |  |  |  |  |  |  |  |  |  |  |  |  |  |  |  |  |  |  |  |  |  |